# Dario Argento
Dario Argento (Rim, 7. rujna 1940.) talijanski je filmski redatelj, producent, scenarist i glumac. Bio je jedan od glavnih predstavnika giallo žanra horora. Iako mu najpopularniji filmovi uključuju kultni horor Suspiria (1977.) te triler Profondo rosso (1975.), Argento je djelovao u različitim žanrovima, na primjer kao ko-scenarist filma Bilo jednom na Divljem zapadu (1968.) Sergia Leonea te savjetnik i su-kompozitor glazbe za film Zora živih mrtvaca (1978.) Georgea A. Romera.

## Filmografija
| Godina | Naslov                       |
| ------ | ---------------------------- |
| 1970.  | Ptica s kristalnim perjem    |
| 1971.  | Mačka s devet repova         |
| 1971.  | Četiri muhe na sivom baršunu |
| 1973.  | Pet dana                     |
| 1975.  | Duboko crveno                |
| 1977.  | Suspiria                     |
| 1980.  | Inferno                      |
| 1982.  | Tenebre                      |
| 1985.  | Fenomeni                     |
| 1987.  | Opera                        |
| 1990.  | Dva zla oka                  |
| 1993.  | Trauma                       |
| 1996.  | Stendhalov sindrom           |
| 1998.  | Fantom u operi               |
| 2001.  | Bez sna                      |
| 2004.  | Kartaš                       |
| 2007.  | Majka suza                   |
| 2009.  | Giallo                       |
| 2012.  | Dracula 3D                   |
| 2022.  | Crne naočale                 |